# گوئینت کی‌ورث
گوئینت کی‌ورث (انگلیسی: Gwyneth Keyworth؛ زادهٔ ۱۵ سپتامبر ۱۹۹۰) بازیگر تئاتر،  تلویزیون و سینما اهل بریتانیا است. وی دانش‌آموختهٔ آکادمی سلطنتی هنرهای دراماتیک است.
از فیلم‌ها یا برنامه‌های تلویزیونی که وی در آن نقش داشته‌است، می‌توان به الفی هاپکینز، هنگ د دی‌جی، ماجراهای سارا جین، آدمکشان میدسامر، دکتر هو، آینه سیاه، نزدیک‌تر به ماه و های اسپارو اشاره کرد.